# Sergei Wassiljewitsch Ladygin
Sergei Wassiljewitsch Ladygin (russisch Сергей Васильевич Ладыгин; * 23. März 1967 in Belgorod, Sowjetunion) ist ein russischer Handballtrainer und ehemaliger Handballspieler.

## Karriere

### Verein
Sergei Ladygin lernte das Handballspielen in der Schule. Bereits mit 16 Jahren zog er von Belgorod nach Krasnodar, um mit der russischen Nationalmannschaft zu trainieren und an der Völker-Spartakiade teilzunehmen. Mit der Studentenauswahl der Russischen Sozialistischen Föderativen Sowjetrepublik wurde er 1990 Studentenweltmeister. Mit SKIF Krasnodar wurde der linke Rückraumspieler 1989 und 1990 Dritter der sowjetischen Meisterschaft. 1990 gewann Krasnodar um Torwart Andrei Lawrow und Spielmacher Dmitri Karlow den IHF-Pokal. 1991 wurde das Team Meister der Sowjetunion, 1992 Meister der Gemeinschaft Unabhängiger Staaten (GUS).
Anschließend wechselte der sowjetische Nationalspieler zum deutschen Bundesligisten TSV Milbertshofen, bei dem sein Nationalmannschaftsmitspieler Waleri Sawko und der ehemalige sowjetische Nationaltrainer Anatolyj Ewtuschenko angestellt waren. Nach dem Konkurs des TSV im Sommer 1993 ging er zum spanischen Erstligisten CBM Gáldar, wo mit Juryj Karpuk und Andrei Paraschtschenko zwei weitere ehemalige Auswahlspieler unter Vertrag standen. 1994 verließ er Spanien. In der Saison 1997/98 lief er gemeinsam mit Karpuk und Oleg Sawtschuk für den deutschen Süd-Regionalligisten TuS Wörrstadt auf. In der Saison 1998/99 spielte er beim Nord-Regionalligisten Wilhelmshavener HV. In Rothenburg ob der Tauber (Regionalliga) und Marktsteft (Bezirksoberliga) ließ er seine Karriere als Spielertrainer ausklingen. Ab 2007 arbeitete Ladygin als Jugendkoordinator.
2012 kehrte er nach Krasnodar zurück, wo er an der örtlichen Sportschule arbeitete. Zudem wurde er Assistenztrainer von Dmitri Karlow bei SKIF. Von Oktober 2014 bis Februar 2015 war er dort Cheftrainer. Seit September 2022 trainiert er gemeinsam mit Witali Krochin den russischen Erstligisten GK Taganrog.
Sein Sohn Ilya (* 1988) spielte unter anderem für den TV 1861 Marktsteft und den HC Aschersleben.